# Gorkhunga
Gorkhunga (nep. गोखुङ्गा) – gaun wikas samiti w zachodniej części Nepalu w strefie Lumbini w dystrykcie Arghakhanchi. Według nepalskiego spisu powszechnego z 2011 roku liczył on 763 gospodarstwa domowe i 3440 mieszkańców (1951 kobiet i 1489 mężczyzn).